# Ротбери (Мичиген)
Ротбери (енгл. Rothbury) град је у америчкој савезној држави Мичиген.

## Демографија
По попису из 2010. године број становника је 432, што је 16 (3,8%) становника више него 2000. године.
| Група             | 2000.       | 2010.       |
| Белци             | 368 (88,5%) | 335 (77,5%) |
| Афроамериканци    | 0 (0,0%)    | 4 (0,9%)    |
| Азијати           | 1 (0,2%)    | 0 (0,0%)    |
| Хиспаноамериканци | 38 (9,1%)   | 64 (14,8%)  |
| Укупно            | 416         | 432         |